# Eniclases nigriceps
Eniclases nigriceps là một loài bọ cánh cứng trong họ Lycidae. Loài này được Bocák & Bocáková miêu tả khoa học năm 1991.